# Goniothalamus gardneri
Goniothalamus gardneri, còn gọi là katu kera (ක‍ටු කෙර) ở Sinhala, là một loài thực vật thuộc họ Annonaceae. Đây là loài đặc hữu của Sri Lanka.